# Kaffesked
Kaffesked är den typ av sked som används vid servering av kaffe. Sällan används den för själva drickandet utan snarare för att röra ner tillbehör i kaffet - såsom socker, grädde eller mjölk. Kaffeskeden är till storleken oftast något mindre än en tesked och vanligtvis cirka 120 mm lång.
Mockaskedar är särskilt små kaffeskedar som används tillsammans med servering av kaffe i mockakoppar.
Vanligtvis tillverkas kaffeskeden av metall, men det finns även kaffeskedar i engångsutföranden, vanligtvis i trä eller plast.
Kaffeskeden är till skillnad från teskeden och matskeden inte standardiserad i volym. 